# Buzz Clifford
Buzz Clifford (Berwyn, 8 oktober 1942 – 26 januari 2018) was een Amerikaans zanger en songwriter. Zijn grootste succes kwam met zijn opname van Baby Sittin' Boogie (1961), die piekte op nummer 6 in de Billboard Hot 100.

## Carrière
Clifford speelde als kind gitaar en won als tiener verschillende talentenjachten. Hij tekende op 15-jarige leeftijd bij Bow Records, bracht een paar singles uit, maar vond geen succes. Na te hebben getekend bij Columbia Records, bracht hij de single Hello Mr. Moonlight uit, die niet in de hitlijsten kwam. Het vervolg Baby Sittin' Boogie/Driftwood (hoewel Driftwood technisch gezien de B-kant was, wordt de plaat meestal als een dubbele A-kant beschouwd), werd in 1961 een crossover-hit in de Verenigde Staten met een piek op nummer 6 in de Billboard Hot 100, nummer 27 in de r&b- en nummer 28 in de countryhitlijst. Er was ook een Duitse hitversie van Ralf Bendix, die zich in Duitsland plaatste op de toppositie. Van de plaat werden meer dan een miljoen exemplaren verkocht en als gevolg van het succes probeerde Columbia Clifford voor te bereiden als een hartverscheurende popzanger. Hij verscheen op tv met Perry Como en Merv Griffin en bij American Bandstand en toerde door het Verenigd Koninkrijk met Freddy Cannon en Dion. De bekendheid van Clifford was echter van korte duur. Verdere singles stelden niets voor (een remake van Three Little Fishies van Kay Kyser bereikte nummer 102) en Clifford zat al snel zonder platencontract.
Na in de National Guard te hebben gediend, verhuisde Clifford naar Los Angeles en vond werk als songwriter met het schrijven van deuntjes die werden gezongen door Keith Barbour, Petula Clark, Clyde McPhatter, Lou Rawls, Leon Russell, Freddie King en Kris Kristofferson. Later in de jaren 1960 was hij betrokken bij de band Carp (waaronder acteur Gary Busey en songwriter Daniel Moore), die in 1969 één album uitbracht bij Epic Records. Hij was een poos lid van de band Hamilton Streetcar (met John Boylan van Appletree Theatre en oorspronkelijk bandlid Ralph Plummer - de band werd oorspronkelijk genoemd ten bate van voormalig lid John Burge, ook bekend als Ian Hamilton) die in 1969 een naamloos album opnam voor Dot Records. Hij deed ook opnamesessies in Tulsa met voormalig Beach Boy David Marks, maar deze werden nooit uitgegeven.
Marks, Clifford en Moore herenigden zich in de jaren 1990 en brachten het album Work Tapes uit. Marks en Clifford bleven samen met de twee zonen van Clifford toeren tot 1997. Na opnamen in Denemarken werd de lp Norse Horse uitgegeven.
In 1999 sampelde Beck de vroege Clifford melodie I See, I Am in de single Milk and Honey voor zijn album Midnite Vultures.
In 2003 werd de 28-nummerige cd More Than Just Babysittin': Complete Recordings 1958-1967 uitgebracht. De nummers zijn digitaal geremasterd en er zijn enkele opvallende verschillen hoorbaar, waaronder een fade-out waarmee Driftwood eindigt.
In 2009 bracht het rapduo Method Man & Redman het nummer Four Minutes to Lock Down (feat. Raekwon & Ghostface Killah) uit, met een sample van het nummer Echo Park, geschreven door Clifford, zoals opgenomen door Johnny Maestro & the Brooklyn Bridge.
In 2011 hervormde Clifford de band die hij was begonnen met zijn twee zonen Reese en John, samen met Guido Bryant op gitaar, Jon Greathouse op keyboards en Zach Mathews op mondharmonica en nam de nieuwe cd Bright Lights Shine op, nu beschikbaar op CD Baby, iTunes en amazon.com.
De stem van de baby op Baby Sittin' Boogie was die van de zoon van de songwriter Johnny Parker, niet die van Curtis Armstrong zoals eerder werd vermeld.

## Overlijden
Clifford overleed in januari 2018 op 76-jarige leeftijd aan de gevolgen van een griep.

## Discografie

### Singles
- 1960: Baby Sittin' Boogie
- 1967: Swing in My Back Yard (met The Seymour Indiana Allstars)
- 1969: Children Are Crying Aloud

### Albums
- 1961: Baby Sittin' with Buzz Clifford
- 1969: See Your Way Clear
- 1995: More Than Just Babysittin
- 2002: Norse Horse
- 2003: Complete Recordings 1958-1967: More Than Just Babysitting (compilatie)
- 2006: Buzz for Sale
- 2007: Golden Pipes: 50 Years of Buzz Clifford (compilatie)

- Biblioteca Nacional de España: XX1798091
- Gemeinsame Normdatei: 1233241060
- International Standard Name Identifier: 0000 0001 1843 6580
- Library of Congress Control Number: n93014500
- MusicBrainz: e4c06a55-4bec-4be4-9086-8e205ec83f06
- Virtual International Authority File: 98149106346968492784
- WorldCat: E39PBJbtkjk3m6bcMcWpGV97HC